# Igreja Nova e Cheleiros
Igreja Nova e Cheleiros (oficialmente, União das Freguesias de Igreja Nova e Cheleiros) é uma freguesia portuguesa do município de Mafra, com 37,07 km² de área e 4693 habitantes (censo de 2021). A sua densidade populacional é 126,6 hab./km².

## História
Foi criada aquando da reorganização administrativa de 2012/2013, resultando da agregação das antigas freguesias de Igreja Nova e Cheleiros:

## Demografia
A população registada nos censos foi:
| Distribuição da População por Grupos Etários | Distribuição da População por Grupos Etários | Distribuição da População por Grupos Etários | Distribuição da População por Grupos Etários | Distribuição da População por Grupos Etários |
| -------------------------------------------- | -------------------------------------------- | -------------------------------------------- | -------------------------------------------- | -------------------------------------------- |
| Ano                                          | 0-14 Anos                                    | 15-24 Anos                                   | 25-64 Anos                                   | > 65 Anos                                    |
| 2001                                         | 581                                          | 441                                          | 1984                                         | 639                                          |
| 2011                                         | 705                                          | 434                                          | 2483                                         | 762                                          |
| 2021                                         | 754                                          | 488                                          | 2485                                         | 966                                          |

À data da junção das freguesias, a população registada no censo anterior foi:
| Freguesia atual                                 | Freguesia atual  | Freguesia atual | Freguesias antigas | Freguesias antigas | Freguesias antigas |
| Freguesia                                       | População (2011) | Área (km²)      | Freguesia          | População (2011)   | Área (km²)         |
| ----------------------------------------------- | ---------------- | --------------- | ------------------ | ------------------ | ------------------ |
| União das Freguesias de Igreja Nova e Cheleiros | 4384             | 37,07           | Igreja Nova        | 3037               | 25,55              |
| União das Freguesias de Igreja Nova e Cheleiros | 4384             | 37,07           | Cheleiros          | 1347               | 11,52              |